# Municipio de Ustrzyki Dolne
El municipio de Ustrzyki Dolne es un municipio urbano-rural de Polonia, ubicado en el distrito de Bieszczady del voivodato de Subcarpacia. Su capital y única ciudad es Ustrzyki Dolne, que también es la capital distrital. En 2006 tenía una población de 17 623 habitantes.
El municipio incluye, además de la ciudad de Ustrzyki Dolne, los pueblos de Arłamów, Bandrów Narodowy, Brelików, Brzegi Dolne, Dźwiniacz Dolny, Grąziowa, Hoszów, Hoszowczyk, Jałowe, Jamna Dolna, Jamna Górna, Jureczkowa, Krościenko, Kwaszenina, Leszczowate, Liskowate, Łobozew Dolny, Łobozew Górny, Łodyna, Moczary, Nowosielce Kozickie, Ropienka, Równia, Serednica, Stańkowa, Teleśnica Oszwarowa, Trójca, Trzcianiec, Ustjanowa Dolna, Ustjanowa Górna, Wojtkowa, Wojtkówka, Wola Romanowa, Zadwórze y Zawadka.
Limita con los municipios de Bircza, Czarna, Fredropol, Olszanica y Solina. 